# Deutscher Bund (Geheimbund)
Der Deutsche Bund war ein Geheimbund, der 1810 unter Führung Friedrich Ludwig Jahns zur Befreiung der deutschen Staaten von der französischen Besatzung und zur Einigung der Deutschen gegründet wurde.

## Vorgeschichte
Jahn besaß als Mitglied des geheimen, studentischen Unitisten-Ordens Erfahrung auf dem Gebiet des Bundeswesens und weitreichende Bekanntschaften. Bei der neuen Gründung ging es ihm um ein Bündnis zwischen allen Volksschichten. 1808 bereits hatte er diesen Gedanken verfolgt, auch unter dem Eindruck von Johann Gottlieb Fichtes Reden an die deutsche Nation, als er sich bemühte, in seinem Werk Deutsches Volksthum Leitlinien für ein neues deutsches Reich zu formulieren. Das Heilige Römische Reich Deutscher Nation musste unter Napoleons Druck 1806 aufgelöst werden, sodass bei vielen deutschen Intellektuellen der Eindruck des Verlusts und der Unsicherheit entstanden war. 1810 sah Jahn die Zeit dafür gekommen, einen Bund zur Durchsetzung eines freien und einigen Deutschlands zu gründen.

## Gründung
Im Jahr 1810 hatten Friedrich Ludwig Jahn und Friedrich Friesen auf der Hasenheide vor Berlin – heute ein Park im Berliner Ortsteil Neukölln – schon mit Turnübungen zur Ertüchtigung der akademischen Jugend begonnen. Darauf sollte nun aufgebaut werden. Am 14. November 1810 spät abends kamen in der Hasenheide 12 Freunde zusammen und stifteten unter Jahns Leitung den Deutschen Bund.
Damit sollte einerseits allgemein der Gedanke der Freiheit und Einheit der Deutschen verbreitet, andererseits schon konkret eine verlässliche Mannschaft für einen Aufstand gegen Napoleon aufgebaut werden.
Die Gründung des Deutschen Bundes wird für diesen Tag auch an einem anderen Ort beschrieben, im Ausflugslokal „Dusterer Keller“, einem ehemaligen Kelterhaus vor dem Halleschen Tor. Wahrscheinlich kehrte man an diesem Tag also von der Hasenheide auf dem Rückweg nach Berlin noch im gut anderthalb Kilometer entfernten Gasthaus ein, um auf den Bund zu trinken.

## Mitglieder
Jahn, Friesen, Zeune, Friedrich Lange, Otto, Preuß, Harnisch, Starcke, Feuerstein, Salomon Friedrich Stiebel, Max von Schenkendorf, Grashoff, Janke, Schroer, Turte, Graf v. d. Groeben u. a., wahrscheinlich auch Karl Horn (Hauptgründer der Urburschenschaft 1815 in Jena)

## Zweck
Bei einer Durchsuchung im Rahmen der Demagogenverfolgung 1819 wurde eine Schreibtafel mit verschlüsselten Auszügen aus der Verfassung des Bundes beschrieben. Auf dieser soll unter anderem Folgendes verzeichnet gewesen sein:

„Des deutschen Bundes  Zweck ist Erhaltung des deutschen Volks in seiner Ursprünglichkeit und Selbständigkeit, Neubelebung der Deutschheit und aller schlummernden Kräfte, Bewahrung unseres Volksthums, Schutz und Schirm wider heimliche Verderbung von innen, wider offenbare Knechtschaft von außen und alle Kunstgriffe, Listen, und Bethörungen der Ein- und Umschmelzung, Hinwirken zur endlichen Einheit unseres zerplitterten, getheilten und getrennten Volks. Jeder Eidgenosse muß ein geborner Deutscher sein – frei sein von Verbrechen, rein von Lastern und sich eifrig bemühen Schwächen zu verbessern, Mängel zu ersehen und Fehler abzulegen.
Pflichten. Fleckenlose Reinheit im Leben, Sorge für guten Namen, Erwerben allgemeiner Achtung durch folgerechte Denkart und Handelsweise, sich zum Kämpfer weihen für Wahrheit, Recht und Vaterland. – Wider alle und jede Ausländerei reden, lehren und handeln – das Volksgefühl beleben, die Willenlosigkeit benehmen und alle Hirngespinste von Volksohnmacht und Feindes Uebermacht – überhaupt deutsch werden und bleiben.“

Die Verfassung selbst soll von Jahn in einem Bundesbuch notiert und in einer eisernen Lade vergraben worden sein. Sie konnte nicht beschlagnahmt werden.
Da Preußen wie die anderen deutschen Staaten mit französischen Spitzeln und Polizei überzogen war, beschlossen die Stifter den Bund als Geheimbund zu führen. Sie gelobten Geheimhaltung und ließen alle Neumitglieder dasselbe geloben.

## Tätigkeit
Die Zahl der Mitglieder soll nach und nach von 12 auf bis zu 40 oder 50 zugenommen haben. Kontakt wurde mit ähnlichen Bünden in Berlin und Königsberg aufgenommen. Stützpunkte in anderen Städten wurden gegründet.
Aufgaben innerhalb des Bundes wurden mit alten deutschen Begriffen vergeben: „Ordner“, „Pfleger“, „Schriftwart“, „Kassner“ oder „Rentner“. Eine Geheimschrift diente dem geheimen Verkehr.
Die Aufstands- und Zukunftspläne waren noch allgemein, einig war man sich jedoch darin, dass ein wichtiger Teil der Arbeit in der vaterländischen Erziehung der Jugend, besonders der studentischen Jugend liegen müsse. Außerdem sollte Druck auf den Hof des Königs ausgeübt werden, die Konfrontation mit dem „Zwingherrn“ aufzunehmen. Jahn trat dazu in Verbindung mit hochgestellten Persönlichkeiten des preußischen Hofes wie August Neidhardt von Gneisenau, Gerhard von Scharnhorst und Karl August von Hardenberg. Der Hof nahm Jahns Unternehmungen zur Kenntnis, war über ein zurückhaltendes Wohlwollen hinaus aber noch nicht bereit, den Konflikt mit Napoleon aufzunehmen. Als Jahn im Folgejahr mit dem öffentlichen Turnen auf der Hasenheide begann, besuchten ihn dort dann aber Mitglieder des Hofes bis hin zu den Kronprinzen.
Handfeste Unternehmungen im französisch besetzten Berlin waren gefährlich, es blieb offenbar bei Versuchen und wenigen Übungen. Im Übrigen war das Turnen in der Hasenheide die öffentliche Seite, der Deutsche Bund die verborgene der Jahnschen Unternehmungen.

## Behinderung
Im Jahr 1812 kam es zu Durchsuchungen und Beschlagnahme von Unterlagen. „Regierungs-Journalist“ von Heiligenstaedt fasste die Erkenntnisse zusammen, erwähnte aber kein Bundesbuch mit Verfassung.
Diese Behinderung und Verfolgung des Deutschen Bundes ist möglicherweise auf Druck der französischen Besatzung geschehen oder aus Misstrauen der preußischen Behörden gegenüber eigenständigen Zusammenschlüssen von Untertanen.

## Aufbruch
Im Winter 1812/1813, nach der Katastrophe Napoleons im Russlandfeldzug, wendete sich in Preußen das Blatt. Bei Hof wurde der Seitenwechsel Preußens vorbereitet. Auch Jahn und Friesen, letzterer durch Turnen und Schwimmen bekannt, drängten den preußischen Minister Hardenberg zur Gründung einer Freischar, um Freiwillige aus allen deutschen Staaten für den Kampf gegen Napoleon zu sammeln. Offenbar vereinbarte man im Januar 1813 die Gründung einer solchen Truppe.
Denn noch bevor der König vertraulich von Scharnhorst und offiziell von Adolf Wilhelm von Lützow um die Errichtung eines von ihm zu führenden Freikorps gebeten wurde, trafen Jahn und Friesen am 29. Januar 1813 bereits am Sammelplatz Breslau ein. Dort warben sie in der Umgebung Freiwillige und bereiteten alles zur Aufnahme des zu erwartenden Ansturms vor.
Am 17. März erschien der lang ersehnte Aufruf „An mein Volk“ des preußischen Königs. Schon in den Wochen zuvor und nun vermehrt strömten hunderte und schließlich einige tausende Freiwillige nach Breslau, die zum Teil von Jahn im Gasthaus „Zum Goldenen Szepter“ in die Stammrolle eingetragen wurden. Das Freikorps Lützow zog, gerade auch durch Jahns weitreichende Verbindungen an viele Universitäten, zahlreiche Studenten, aber auch bereits im Staatsdienst tätige Akademiker an – neben anderen Berufsgruppen. Damit war das erste Ziel – der Kampf gegen die Besatzer – erreicht. Das zweite große Ziel, die (immerhin kleindeutsche) Einigung Deutschlands, sollten die Bundesbrüder nicht mehr erleben.
Wie später in einem Verhör der Demagogenverfolgung angegeben wurde, soll Jahn den Deutschen Bund schon im Februar 1813 aufgelöst haben, in etwa mit den Worten: „Nun lebt wohl, es ist jetzt alles aus, thue jeder jetzt seine Pflicht, unser Gelübde ist abgethan.“ Eine andere Aussage versetzt diese Auflösung in den Mai 1814. Jedoch ist auch noch von Beratungen der ehemaligen Bundesbrüder innerhalb des Lützower Freikorps die Rede.

## Nachspiel
Die Beliebtheit Jahns in Berlin war im Jahr 1817 auf ihrem Höhepunkt. Über sein nun bekanntes Werk "Deutsches Volksthum" hielt er an der Universität im Sommersemester eine Vorlesung, die mehrere hundert Zuhörer fand. Jedoch missfiel Jahn dem Ministerium mit mehreren seiner deutlichen Meinungsäußerungen, besonders auch mit seinem Trinkspruch auf die Studenten des Wartburgfestes, den er eines Abends im Herbst 1817 ausbrachte. Seine Vorlesung durfte er deshalb im Wintersemester nicht weiterführen. 1819 kam es nach der Ermordung des Schriftstellers August von Kotzebue durch den Burschenschafter Karl Sand zu weitläufigen Verfolgungen der aus dem Freikorps Lützow hervorgegangenen Burschenschaft. Gerade Jahn als Motor der studentischen Politisierung seit 1810 geriet in den Fokus der Behörden und wurde verhaftet. Der Dichter und Richter E. T. A. Hoffmann leitete die Ermittlungen im Fall Jahns und seines Umfeldes. Jahn verharmloste seine damalige Rolle, was durch seine ebenfalls verhörten Freunde unterstützt wurde. Hoffmann kam 1820 zu einem milden Urteil, trotz Beschuldigung des Regierungsrats Jahnke, eines ehemaligen Mitglieds des geheimen Deutschen Bundes: Jahn solle freigelassen werden, da keine hochverräterischen Tendenzen bei ihm sichtbar geworden seien. Jedoch wurde Jahn auf höhere Weisung noch fünf Jahre in Haft gehalten, da man in ihm nicht ganz zu Unrecht neben Fichte und Ernst Moritz Arndt den geistigen Vater des studentischen Widerstands sah.
Inwiefern die Verbindung der ehemals Verschworenen auch später noch hielt, ist nicht bekannt. Dass sie bei Begegnungen und Unternehmungen in den Folgejahren und bei den großen Ereignissen auf ein gewisses Einverständnis und Vertrauen bauen konnten, darf aber durchaus angenommen werden.

## Bedeutung
Der „Deutsche Bund“ war eine Keimzelle des Freikorps Lützow und der 1815 gegründeten allgemeinen deutschen Burschenschaft. Diese nahm von den Lützowern ihre Farben Schwarz und Rot (später auch Gold) und verbreitete die Losung von „Ehre, Freiheit, Vaterland“ an den protestantischen deutschen Hochschulen. Jahn und seine Bundesbrüder gaben also 1810 einen entscheidenden Anstoß für die deutsche Nationalbewegung.